# La Gloria, Hueyapan de Ocampo
La Gloria är en ort i Mexiko.   Den ligger i kommunen Hueyapan de Ocampo och delstaten Veracruz, i den sydöstra delen av landet, 400 km öster om huvudstaden Mexico City. La Gloria ligger 35 meter över havet och antalet invånare är 820.
Terrängen runt La Gloria är huvudsakligen platt, men åt nordost är den kuperad. Runt La Gloria är det ganska glesbefolkat, med 47 invånare per kvadratkilometer. Närmaste större samhälle är Hueyapan de Ocampo, 6,7 km öster om La Gloria. Omgivningarna runt La Gloria är en mosaik av jordbruksmark och naturlig växtlighet.